# 死の床に横たわりて
死の床に横たわりて (As I Lay Dying) は、アメリカの作家ウィリアム・フォークナーによる1930年の南部ゴシック小説。著者の5本目の小説作品で、フォークナーは発電所に勤務するかたわら、6週間にわたって午前0時から4時の間のみに執筆し、後から加筆訂正はしなかった。
架空のヨクナパトーファ郡が舞台。病に伏し故郷のジェファーソンに埋葬されたいと願うアディ・バンドレンと、彼女の家族についてを描いている。59章からなる。

## 文学的手法
章ごとにナレーターが代わり、視点となる人物の名前が各章題となる。前作の『響きと怒り』でも使用した意識の流れを用いた。フォークナーは意識の流れとしてのモノローグとインターナル・モノローグとを区別して、登場人物の一人であるダール・バンドレンがモノローグでのみ知性的なナレーションを展開するように、慣例的にはモノローグの際にナレーターの人物像に合致した話体を取るところをそうせずに、人物像と一致しない言葉遣いでナレーションさせる手法も取った。

## 他作品との関連
- 同著者が複数の小説の舞台に設定したヨクナパトーファ郡で物語が展開する。
- ダール・バンドレンは1935年の短編『Uncle Willy』にも登場する。
- 医師ピーボディは『サートリス』にも登場する。

## 日本語訳
- 佐伯彰一訳『死の床に横たわりて』 講談社文芸文庫[2]、2000年12月（新版）

初訳は1959年に筑摩書房（数度新版）。上記の元版は、講談社「世界文学全集 フォークナー」。
- 阪田勝三訳『死の床に横たわりて』 冨山房「フォークナー全集6」[4]、1974年。